# Бірмінгем (Алабама)
Бірмінгем (англ. Birmingham) — місто (англ. city) в США, в округах Джефферсон і Шелбі штату Алабама. Найбільше місто штату,  адміністративний центр округу Джефферсон. Населення — 200 733 особи (2020). Населення агломерації — 1 131 070 (2009 рік); конурбації Бірмингам-Каллман — 1212,848 тисяч осіб (2009 рік).

## Географія
Бірмінгем розташований на півночі центральної частини штату Алабама за координатами 33°31′39″ пн. ш. 86°47′57″ зх. д. / 33.52750° пн. ш. 86.79917° зх. д. (33.527444, -86.799047).  За даними Бюро перепису населення США в 2010 році місто мало площу 384,90 км², з яких 378,31 км² — суходіл та 6,59 км² — водойми. Місто розташоване в долині річки Джонс, біля південного підніжжя Аппалачів.

### Клімат
Середньодобова температура липня - +27 °C, січня - +6 °C. Щорічних опадів 1371 мм з майже рівномірним щомісячним розподілом опадів. Бірмінгем розташований у серці Торнадо алеї, а саме у серці Діксі алеї.
| Клімат : Бірмінгем                                               | Клімат : Бірмінгем | Клімат : Бірмінгем | Клімат : Бірмінгем | Клімат : Бірмінгем | Клімат : Бірмінгем | Клімат : Бірмінгем | Клімат : Бірмінгем | Клімат : Бірмінгем | Клімат : Бірмінгем | Клімат : Бірмінгем | Клімат : Бірмінгем | Клімат : Бірмінгем | Клімат : Бірмінгем |
| Показник                                                         | Січ.               | Лют.               | Бер.               | Квіт.              | Трав.              | Черв.              | Лип.               | Серп.              | Вер.               | Жовт.              | Лист.              | Груд.              | Рік                |
| Абсолютний максимум, °C                                          | 27,2               | 28,3               | 32,2               | 33,3               | 37,2               | 41,1               | 41,7               | 40,6               | 41,1               | 34,4               | 31,1               | 26,7               | 41,7               |
| Середній максимум, °C                                            | 12,1               | 14,7               | 19,3               | 23,6               | 27,5               | 30,9               | 32,7               | 32,6               | 29,5               | 24,1               | 18,6               | 13,3               | 23,2               |
| Середній мінімум, °C                                             | 1,0                | 2,8                | 6,5                | 10,3               | 15,4               | 19,8               | 21,9               | 21,6               | 17,9               | 11,6               | 6,4                | 2,4                | 11,4               |
| Абсолютний мінімум, °C                                           | −21,1              | −23,3              | −16,7              | −3,3               | 2,2                | 5,6                | 10,6               | 10,6               | 2,8                | −2,8               | −15                | −17,2              | −23,3              |
| Середня кількість сонячних годин на місяць                       | 149,8              | 159,8              | 219,1              | 247,6              | 282,6              | 280,7              | 264,3              | 260,7              | 223,8              | 231,9              | 166,3              | 154,4              | 2641,0             |
| Норма опадів, мм                                                 | 123                | 115                | 133                | 111                | 127                | 111                | 122                | 100                | 99                 | 87                 | 123                | 113                | 1364               |
| Днів з опадами                                                   | 10,5               | 10,0               | 10,2               | 9,1                | 10,2               | 11,0               | 11,7               | 9,6                | 7,4                | 7,6                | 9,1                | 10,4               | 116,8              |
| Днів зі снігом                                                   | 0,3                | 0,2                | 0,2                | 0                  | 0                  | 0                  | 0                  | 0                  | 0                  | 0                  | 0                  | 0,1                | 0,8                |
| Вологість повітря, %                                             | 70.5               | 66.5               | 64.2               | 65.0               | 70.1               | 71.6               | 74.4               | 74.6               | 74.0               | 71.6               | 71.4               | 71.2               | 70.4               |
| ---------------------------------------------------------------- | ------------------ | ------------------ | ------------------ | ------------------ | ------------------ | ------------------ | ------------------ | ------------------ | ------------------ | ------------------ | ------------------ | ------------------ | ------------------ |
| Джерело: NOAA (relative humidity and sun 1961–1990), Weather.com |                    |                    |                    |                    |                    |                    |                    |                    |                    |                    |                    |                    |                    |

## Історія

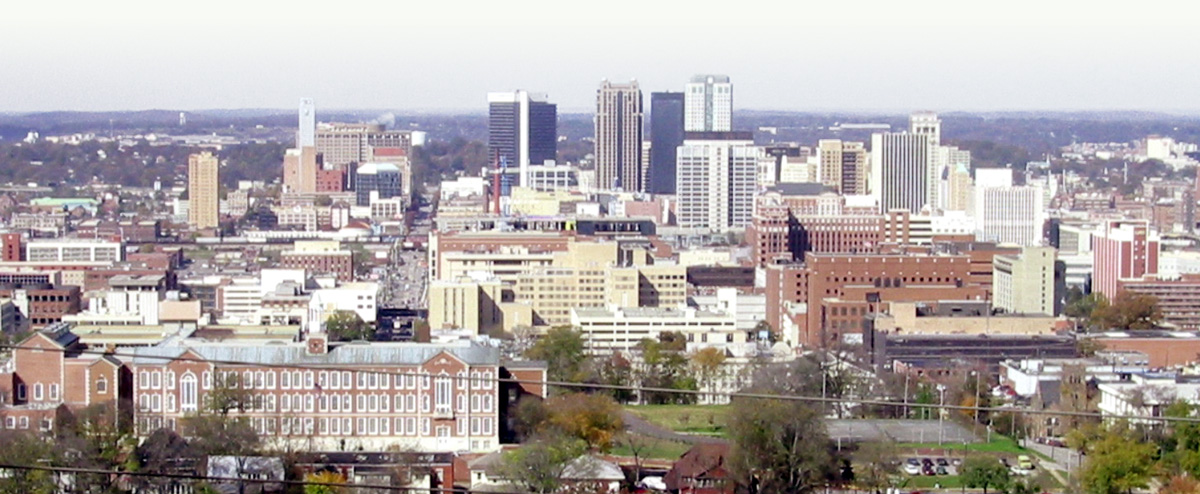

Засноване в 1871 році неподалік від великих родовищ залізної руди, доломіту, вугілля та інших корисних копалин і назване на честь однойменного англійського міста. Розвивалося як найбільший на Півдні центр металургії, залізничний вузол. У 1960-их роках — один із центрів руху за громадянські права. Утратило статус великого промислового центру після другої світової війни; сьогодні економіка значною мірою диверсифікована.
Бірмінгем — місто-побратим українського міста Вінниця.

## Економіка
Торгово-фінансовий центр. Важке машинобудування, хімічна, текстильна промисловість, високотехнологічні галузі. Порт, зв'язаний каналом із Мексиканською затокою.

## Освіта
Бірмінгем — великий медичний центр.
Самфордський університет (1841), Коледж Майлса, Бірмінгемський південний коледж (1856), Університет Алабами в Бірмінгемі (1969), два місцевих коледжі (community college).

## Визначні місця
Серед визначних місць — ботанічний сад, японський сад, зоопарк, пам'ятник Вулкану (давньоримський бог вогню, покровитель металургії і символ міста) на вершині гори Ред (1937).

## Культура
У місті є симфонічний оркестр і балетна трупа.

## Демографія

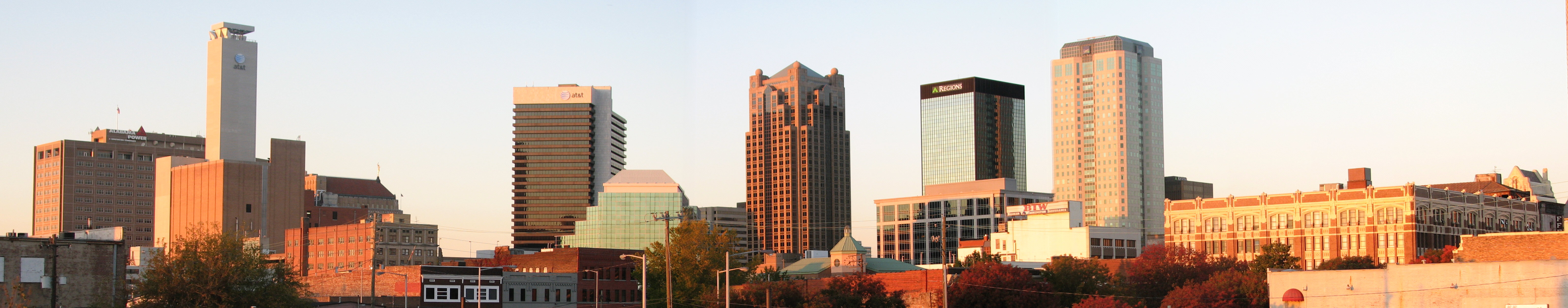

Згідно з переписом 2010 року, у місті мешкало 212 237 осіб у 89 382 домогосподарствах у складі 49 155 родин. Густота населення становила 551 особа/км².  Було 108981 помешкання (283/км²).
Расовий склад населення:
| - 73,4 % — чорних або афроамериканців - 22,3 % — білих - 1,0 % — азіатів - 0,2 % — корінних американців - 2,0 % — осіб інших рас |

До двох чи більше рас належало 1,0 %. Частка іспаномовних становила 3,6 % від усіх жителів.
За віковим діапазоном населення розподілялося таким чином: 21,5 % — особи молодші 18 років, 66,1 % — особи у віці 18—64 років, 12,4 % — особи у віці 65 років та старші. Медіана віку мешканця становила 35,4 року. На 100 осіб жіночої статі у місті припадало 88,0 чоловіків;  на 100 жінок у віці від 18 років та старших — 84,0 чоловіків також старших 18 років.
Середній дохід на одне домашнє господарство  становив 44 463 долари США (медіана — 31 061), а середній дохід на одну сім'ю — 51 733 долари (медіана — 37 257). Медіана доходів становила 36 425 доларів для чоловіків та 31 748 доларів для жінок. За межею бідності перебувало 30,9 % осіб, у тому числі 49,4 % дітей у віці до 18 років та 16,5 % осіб у віці 65 років та старших.
Цивільне працевлаштоване населення становило 88 188 осіб. Основні галузі зайнятості: освіта, охорона здоров'я та соціальна допомога — 27,4 %, мистецтво, розваги та відпочинок — 11,4 %, науковці, спеціалісти, менеджери — 10,5 %, роздрібна торгівля — 10,1 %.

## Відомі люди
- Дороті Себастіан (1903-1957) — американська кіноакторка
- Луїза Флетчер (*1934) — американська акторка
- Фенні Флеґґ (*1944) — американська письменниця, акторка та сценаристка.